# Station Dzikowice
Station Dzikowice is een spoorwegstation in de Poolse plaats Dzikowice.